# Petrogale penicillata
Espèce
Répartition géographique
Statut de conservation UICN

 VU A2bce+3bce+4bce : Vulnérable
Petrogale penicillata est une espèce de marsupiaux de la famille des Macropodidés. Il habite les tas de roches et les falaises de la cordillère australienne depuis environ 100 km au nord-ouest de Brisbane jusqu'au nord du Victoria, dans une végétation allant de la forêt tropicale aux forêts sèches sclérophylles. Les populations ont sérieusement diminué dans le sud et l'ouest de son aire de répartition, mais il reste localement commun dans le nord de la Nouvelle-Galles du Sud et le sud du Queensland.
En raison de l'évasion d'un zoo en 1916, une petite population de ce wallaby vit en liberté à Oahu aux Hawaï.

## Galerie

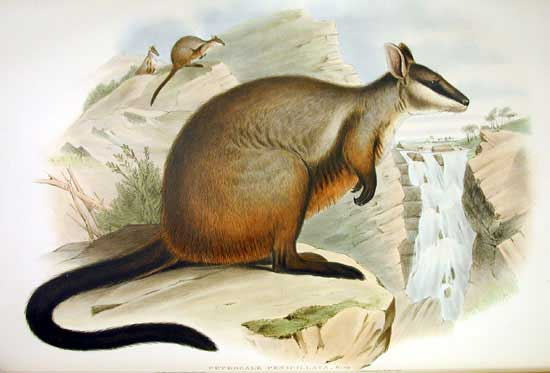
dessin de John GOULD
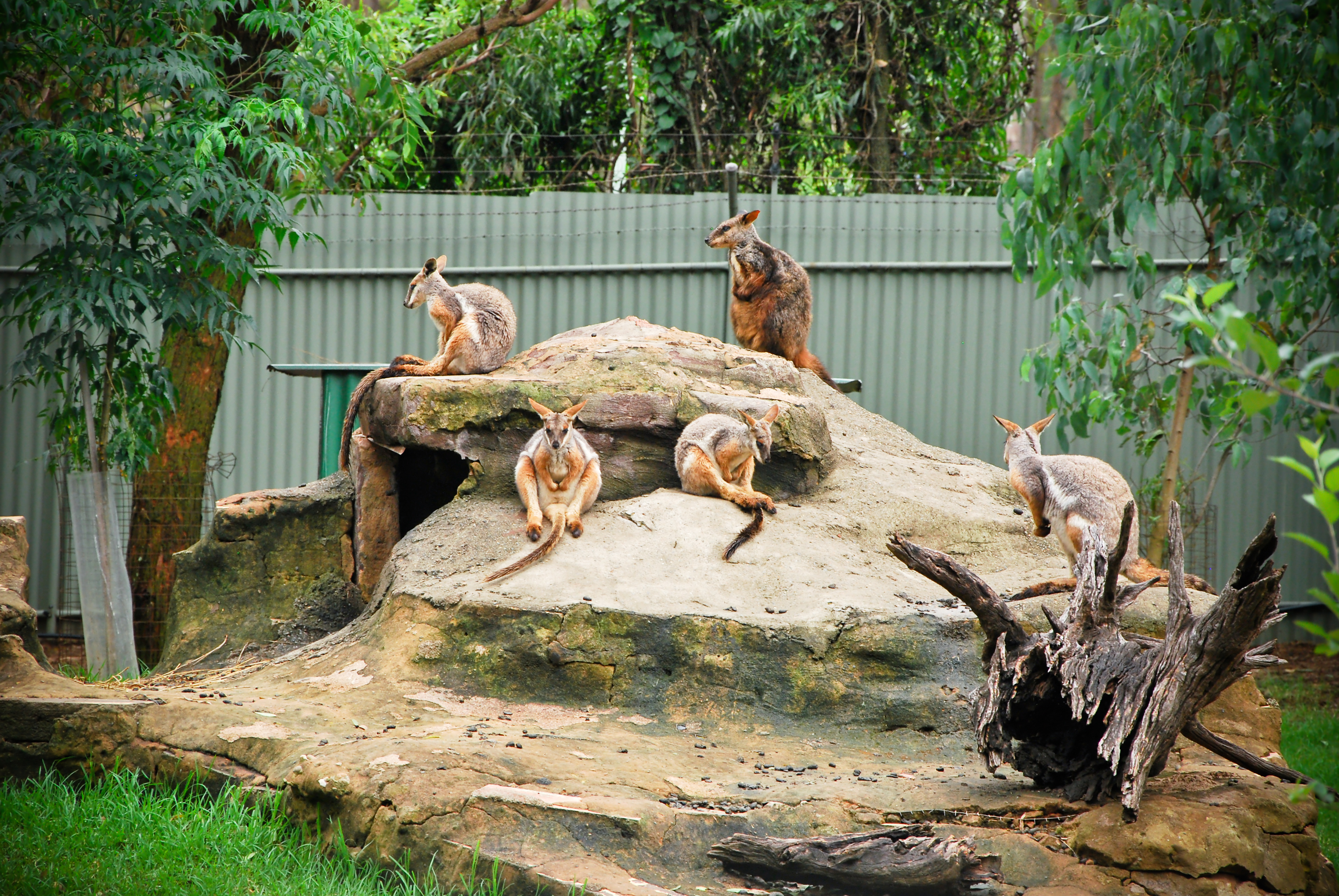
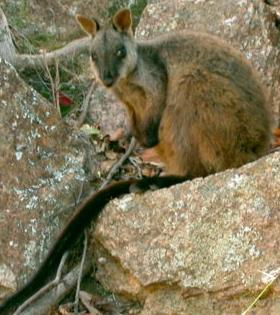